# Marina Popovitch
Pour les articles homonymes, voir Popovitch.
Marina Lavrentievna Popovitch, née Vasiliyeva est une colonelle, ingénieure et pilote d'essai de l'armée de l'air soviétique née le 20 juillet 1931 et morte le 30 novembre 2017.
En 1964, elle est la troisième femme, et la première soviétique, à franchir le mur du son. Surnommée « Madame MiG » pour son travail sur le chasseur soviétique du même nom, elle établit au cours de sa vie plus de cents records du monde de l'aviation, sur plus de 40 types d'avions,.

## Biographie
Marina Vasiliyeva naît en 1931 dans le district de Velizhsky, dans l'oblast de Smolensk. Elle est évacuée avec sa famille à Novossibirsk pendant la Seconde Guerre mondiale.
Elle apprend à piloter pendant sa jeunesse et souhaite servir dans l'armée après la guerre, mais l'Union soviétique interdit alors aux femmes de servir comme pilotes militaires. À 16 ans, se présentant comme âgée de 22 ans, elle écrit au maréchal soviétique Kliment Vorochilov pour demander à être admise dans une école de pilotage. Vorochilov intervient en son nom et elle est finalement admise au centre de Novosibirsk dont elle est diplômée en 1951.
Elle travaille d'abord comme ingénieure, puis comme instructrice de vol. En 1962, elle fait partie du premier groupe de femmes sélectionnées pour devenir cosmonaute dans le programme spatial soviétique. Après deux mois de formation, elle n'est finalement pas retenue, contrairement à son mari, Pavel Popovitch, qui sera la huitième personne envoyée dans l'espace, à bord de Vostok 4.
Elle devient pilote de l'armée de l'air soviétique en 1963 et, en 1964, est admise comme pilote d'essai militaire. Le 10 juin 1964, elle franchit le mur du son aux commandes d'un MiG 21.
Elle entre dans la réserve militaire en 1978 puis rejoint le bureau d'études d'Antonov en tant que pilote d'essai. Elle y établit dix records de vol sur le turbopropulseur Antonov An-22. Elle prend sa retraite en 1984.
Une étoile de la constellation du Cancer porte son nom.
Membre de l'Union des écrivains russes, elle est l'auteur de neuf livres, dont le recueil de poésie Zhizn - vechny vzlyot (La vie est un éternel recommencement, 1972). Elle est co-autrice de deux scénarios de films, Nebo So Mnoy (Le ciel est avec moi, 1974)  et Buket Fialok (Le bouquet de violettes, 1983).
Marina Popovitch meurt le 30 novembre 2017. Elle est enterrée avec les honneurs militaires au cimetière militaire fédéral.

### Allégations sur les ovnis
Marina Popovitch parle de son expérience avec les ovnis dans son livre intitulé UFO Glasnost (publié en 2003 en Allemagne) et dans des conférences publiques et des interviews.

## Vie privée
Le premier mari de Marina Popovitch est Pavel Popovitch, un cosmonaute soviétique avec qui elle a eu deux filles, Natalya (née en 1956) et Oksana (née en 1968), toutes deux diplômées de l'Institut d'État des relations internationales de Moscou,.
Elle se marie une deuxième fois avec Boris Alexandrovich Zhikhorev, un général de division à la retraite de l'armée de l'air russe

## Honneurs
- Ordre du Drapeau rouge du Travail
- Ordre de l'Insigne d'honneur
- Maître de sport honoré
- Médaille d'or de l'air FAI